# Blue Hole

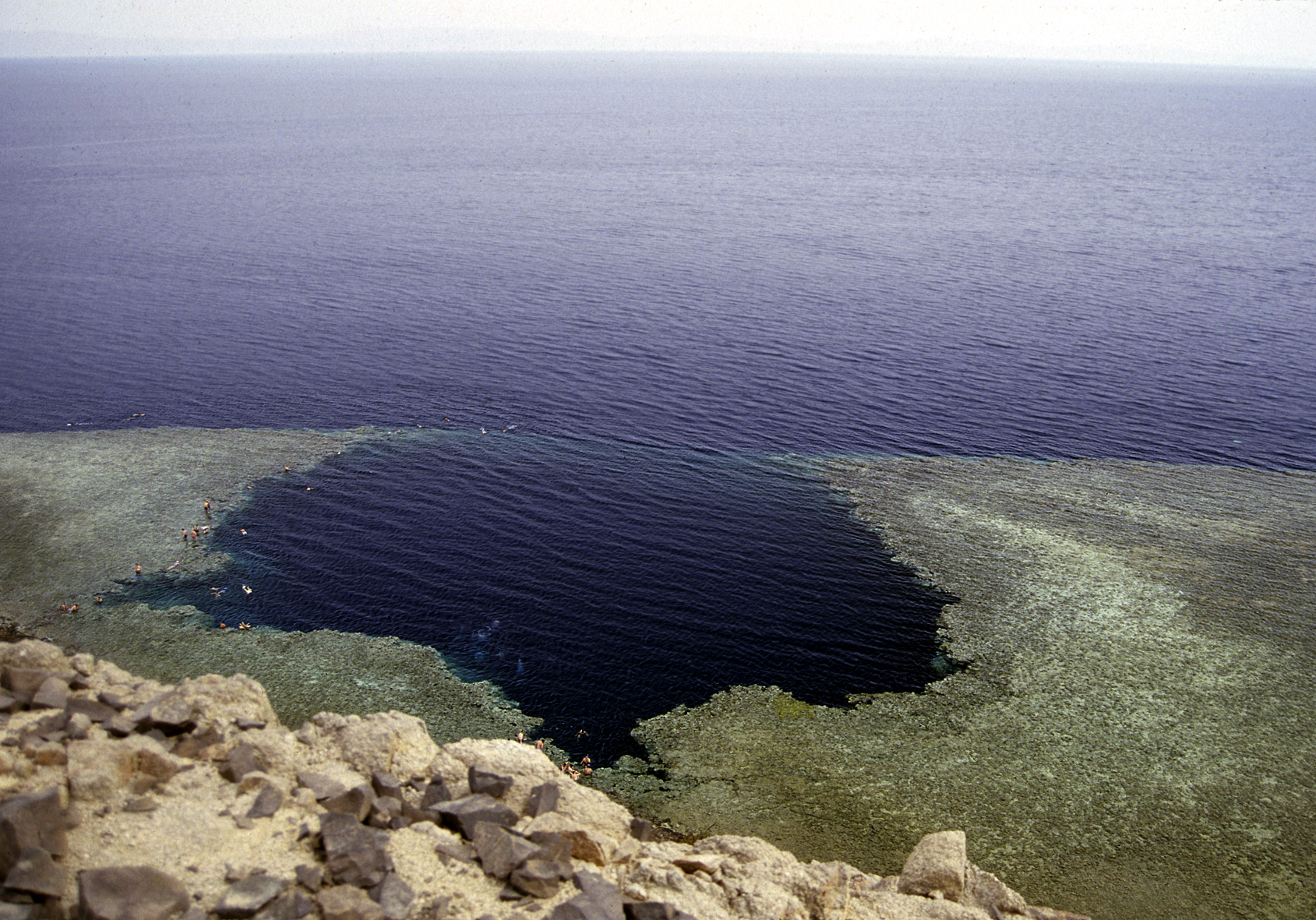
il Blue Hole osservato dalla costa.

Il Blue Hole è una dolina marina profonda circa 100 metri, situata lungo la costa est della Penisola del Sinai, qualche chilometro a nord di Dahab, nel golfo di Aqaba.

## Caratteristiche
Osservandolo dalla superficie, a circa 6 metri di profondità si staglia un bacino circolare ampio circa 50-80 metri, noto come "la Sella", che perfora il fondale della barriera corallina fino a una profondità apparente di circa 70 metri. Immergendosi in esso, si rende visibile sul lato est (la costa rimane sul lato nord-ovest), l'imboccatura di un ampio tunnel detto "l'Arco", la cui volta inizia a 52 metri di profondità e il fondale raggiunge quello della "Sella". L'altra estremità del tunnel, lungo 26 metri, termina in mare aperto al di là della piattaforma carbonatica costiera. Mentre la volta dell'estremità est del tunnel è nel frattempo scesa a 56 metri, il fondale si porta a 120 metri, affacciandosi sul mare aperto ad inizialmente a 130 metri di profondità.
La zona è ricca di corallo e fauna tipica della barriera corallina.

## Subacquea

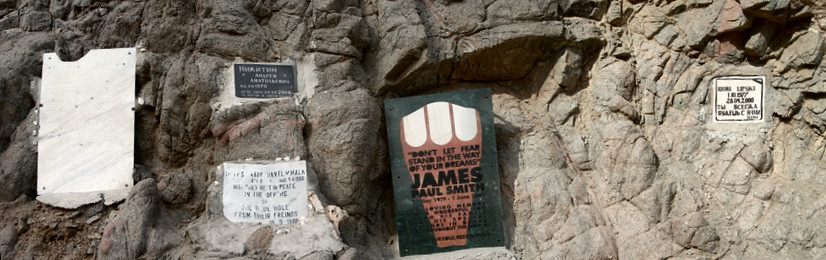
Alcune lapidi in ricordo degli incidenti verificatisi nel Blue Hole.

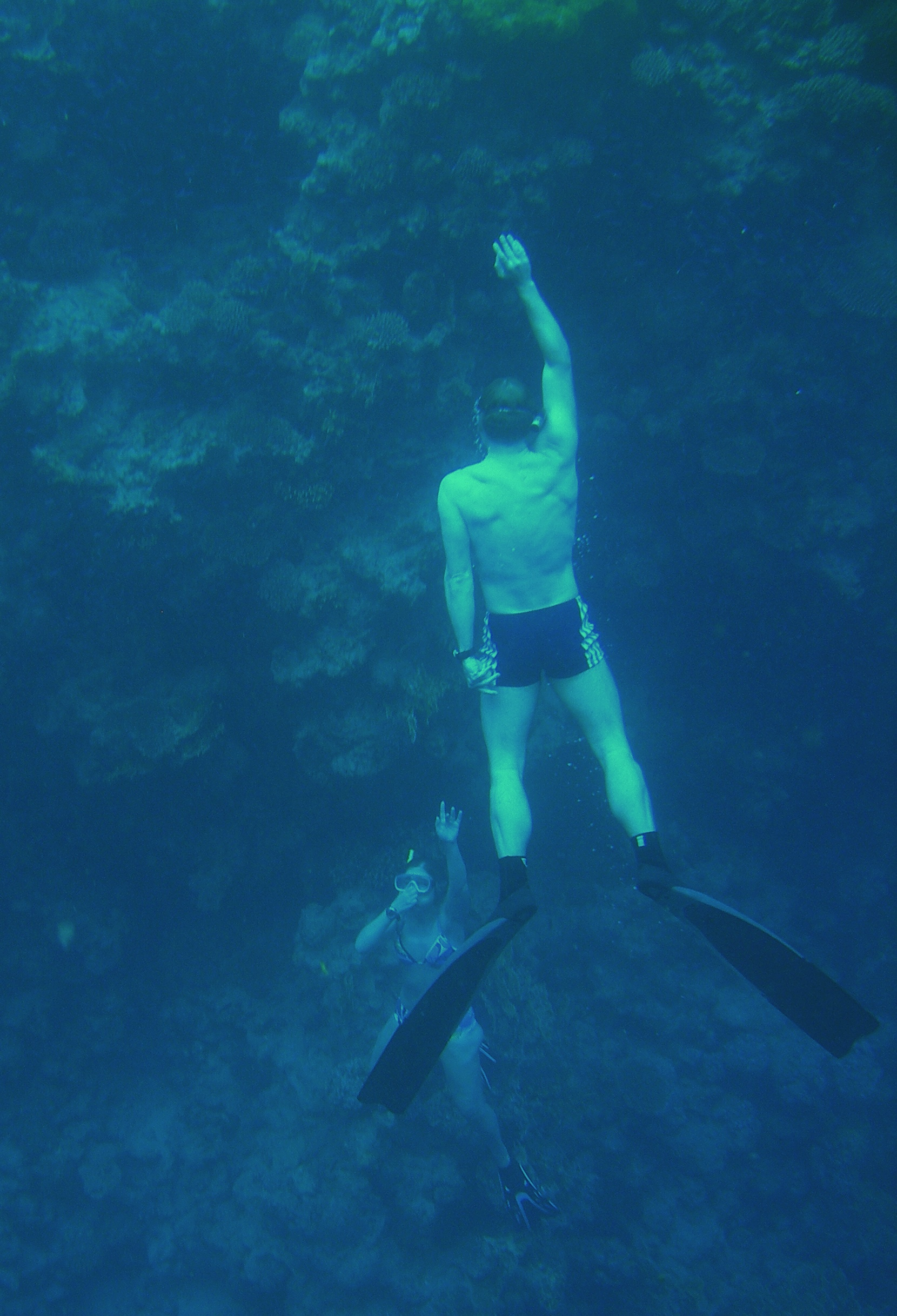
Due apneisti in immersione nel Blue Hole.

Il Blue Hole è tristemente noto per il gran numero di incidenti verificatisi, tanto da avergli fatto guadagnare il nome di luogo d'immersione più pericoloso al mondo e il soprannome di "Diver's Cemetery" (Cimitero dei sub).
Questi incidenti si verificano spesso per via del tentativo di individuare il tunnel attraverso la barriera corallina (l"Arco") che collega il Blue Hole col mare aperto, la cui volta va dai 52 ai 56 metri di profondità, ben oltre i limiti di un'immersione ricreativa (posto a 40 metri) e quindi rischioso per via degli effetti della narcosi da azoto. I sub che non riescono a trovare il tunnel spesso sono soggetti a questa patologia; inoltre l'Arco è difficile da trovare, in quanto nascosto dall'angolazione d'entrata, è più lungo di quanto sembri (circa 26 metri) e vi è spesso una forte corrente contraria che rende difficile il passaggio.
Si parla in questo caso di immersione tecnica, che prevede tra l'altro l'uso di più di una bombola, di un'adeguata miscela di gas (per via della profondità, dato che l'aria non è adatta), di tappe di decompressione ben programmate e di un'attrezzatura apposita.